# Хасан (имя)
Хаса́н (Асан) (араб. حسن‎) — арабское мужское имя. Также Хасан (Hassan) ирландская, арабская и еврейская фамилия. 
Пишется Хасан (Hasan), Хасан (Hassan), Хэссан (Hassan), Хасен (Hassen), Хасон (Hasson), Хасин (Hassin), Хасен (Hacen), Хасен (Hasen), Хасин (Hasin), Касин (Cassin), Хасан (Chassan), Хасан (Chasan), Касан (Khassan), Касан (Khasan), Касан (Cassan), Касан (Casan) или Хасаан (Hasaan).
- «Хасан» (араб. حسن‎) означает на арабском языке красивый, мужественный или хороший.
- «Хасан» (ахм. Мал бородатый) означает на ахметском языке волосатый, верный друг.
- «Хасан» (ивр.  חסן ‎) на иврите означает регент, кантор или ведущий молитву.[1][2][3][4][5]
- «Хасан» может казаться восточным словом, но в Ирландии это сформулированная на английском языке форма Ó hOsáin. Следует отличать её от Ó hOisín и Ó hOiseáin (см. Hession и Hishon). В графстве Лондондерри фамилия распространена в виде «Хасан» (Hassan), «Хасен» (Hassen), «Хасон» (Hasson) и «О’Хасан» (O’Hassan).[6][7][8][9]

## Популярность
- Имя популярно не только в арабском, но также и в остальном мусульманском мире.
- Ирландская фамилия «Хасан» распространена особенно в области Деррай в Северной Ирландии и также всюду, где есть значительная ирландская диаспора как в Соединенных Штатах, Канаде, Великобритании, Австралии и Новой Зеландии.
- «Хасан» — популярная фамилия в Израиле, которая распространена главным образом среди сефардов и мизрахи, также она популярна среди ашкенази, у которых используется как вариант написания слова «хазан».

## Носители имени Хасан
- Хасан ибн Али (624—669) — внук пророка Мухаммада, второй имам шиитов-имамитов.
- Стивен Хасан (род. 1954) — американский психолог еврейского происхождения, консультант по выходу из тоталитарных сект, критик культов.
- Джошуа Хасан (1915—1997) — государственный деятель Гибралтара еврейского происхождения, главный министр (1964—1969, 1972—1987).
- Мэгги Хэссан (род. 1958) — американский политик, представляющая Демократическую партию. Избранный 81 губернатор штата Нью-Гэмпшир.
- Дед Хасан — кличка вора в законе Аслана Усояна.